# Németországi Ágnes bajor hercegnő
Németországi Ágnes más néven Waiblingeni Ágnes (1072 – 1143. szeptember 24.) bajor hercegnő, házassága révén sváb hercegné, majd osztrák őrgrófné.

## Élete
Szülei IV. Henrik német-római császár és Savoyai Berta. Anyai nagyszülei Ottó Savoya, Aosta és Moriana grófja és Adelaida, Turin és Szuza márkinője voltak.

### Házasságai, gyermekei
Először 1089-ben házasodott meg, férje I. Frigyes sváb herceg volt. Számos gyermekük született, többek között II. Frigyes sváb herceg (1090–1147), Barbarossa Frigyes apja és III. Konrád német király.
- Heilika, Frigyes lengenfeldi gróf felesége
- Berta, Adalbert elchingeni gróf felesége
- II. Frigyes sváb herceg
- Hildegard
- III. Konrád német király
- Gizella
- Henrik
- Beatrix, Michelstein apátnője
- Kunigunda vagy Kunizza, egy Henrik nevű herceg felesége
- Zsófia, egy Adalbert nevű gróf felesége
- Gertrúd, III. stahlecki Hermann, rajnai palotagróf felesége
- Richilde, Cholet Hugó roucyi gróf felesége.[7]

Férje 1105-ös halála után Ágnes ismét megházasodott. Ezúttal III. Lipót osztrák őrgrófhoz (1073–1136) ment hozzá, aki II. Lipót osztrák őrgróf és Formbach-Ratelnberg Ida fia volt. A legenda szerint Lipót azon a helyen alapította meg a klosterneuburgi monostort, ahol megtalálta Ágnes korábban elvesztett fátylát.
- IV. Lipót
- II. (Jasomirgott) Henrik
- Berta, III. Henrik regensburgi gróf felesége
- Ágnes, II. Ulászló lengyel fejedelem felesége
- Ernő
- Freisingi Ottó, püspök és történetíró
- Konrád, Passau püspöke
- Erzsébet, II. winzenburgi Hermann felesége
- Judit, V. Vilmos monferratói őrgróf felesége
- Gertrúd, II. Ulászló cseh fejedelem első felesége
- Jutta, Liutold plaini gróf felesége.[8]